# Ectenessa melanicornis
Ectenessa melanicornis är en skalbaggsart som beskrevs av Dilma Solange Napp och Martins 1982. Ectenessa melanicornis ingår i släktet Ectenessa och familjen långhorningar. Inga underarter finns listade i Catalogue of Life.